# Еркоми
Еркòми (на италиански: Rkomi), псевдоним на Мѝрко Мануèле Марторàна (на италиански: Mirko Manuele Martorana; * 19 април 1994 в Милано, Италия), е италиански рапър и автор на песни.

## Биография
Еркоми е роден на 19 април 1994 г. в Милано и  израства в жилищния квартал Калваирате в източната част на предградията на Милано. Учи в хотелиерски техникум до третата година. На 17-годишна възраст изоставя училище, без да получи диплома за средно образование. До 21-годишна възраст работи като барман, зидар и мияч на съдове.
Той е съквартирант на рапъра Тедуа, на който първоначално е трябвало да стане тур мениджър.

## Кариера

### Calvairate MixtapeиDasein Sollen
На няколко пъти Еркоми заявява, че е иницииран в музикална кариера от Тедуа, негов приятел от детството и близък приятел.
Първите музикални проекти са Keep Calm Mixtape (със Sfaso) през 2012 г., Quello che non fai tu (с Falco) през 2012 г. и Cugini Bella Vita EP (с Pablo Asso) през 2013 г., последван от по-известния Calvairate Mixtape – аматьорска колекция от произведения, написани от трима души (освен него участват Тедуа и Ици), издадена през 2014 г.
Следва почти 2 години пауза, прекъсната от публикуването на песента Dasein Sollen в Ютюб. Заглавието на песента е ясна препратка към хайдегерианския концепцията за Dasein, която рапърът срещa случайно в интернет. На 13 октомври 2016 г. той пуска EP-то Dasein Sollen чрез лейбъла Диджитал Дистрибюшън.

### Първи сътрудничества и албумIo in terra
След добрия прием на Dasein Sollen (сингълът Aeroplanini di carta („Хартиени самолетчета“), направен в сътрудничество с Ици, става платинен за продажби), Еркоми е ангажиран от инди певеца и автора на песни Калкута за откриващото шоу на живо в Торино.
След като влиза в контакт с диджей Шабло – вече негов продуцент в Aeroplanini di carta, Еркоми решава да подпише договор с лейбъла Роча Мюзик, управляван от самия Шабло и от Маракеш. На 13 март 2017 г. той разкрива, че е в процес на издаване на първия си студиен албум с Юнивърсъл.
На 8 септември 2017 г. е издаден албумът му Io in terra („Аз на земята“), състоящ се от 14 парчета в сътрудничество с Маракеш (в Milano Bachata), Нойз Наркос (във Verme) и Алберто Паоне (в Mai più) – барабанист от Калкута. Албумът е предшестван от синглите Solo („Сам“), Apnea („Апнея“) и Mai più („Никога вече“). При дебюта си в музикалните класации Io in terra достига върха на класациите на FIMI и става златен, докато Milano Bachata, Apnea и Mai più стават платинени.

### Ossigeno - EPи албумDove gli occhi non arrivano
На 26 юни 2018 г. Еркоми обявява предстоящото издаване на EP, озаглавен Ossigeno-EP. То излиза на 13 юли, придружено от издание на плоча и автобиографична книга. От диска е извлечен сингълът Acqua calda e limone („Топла вода и лимон“), в който участва и колегата му Ерния; освен това има сътрудничества с Тедуа, Найт Скини и MC Бин Ладен. Сезон 2018 завършва със сингъла Non ho mai avuto la mia età („Никога не съм имал моята възраст“), направен по повод излизането на видеоиграта Assassin's Creed: Origins, и който с цитата се представя като истинска почит към сагата за видеоигри, продуцирана от Ubisoft. За песните си Solletico и Acqua calda e limone Еркоми получава и два златни диска за продажби.
На 19 февруари 2019 г., след като мистериозно публикува плакат в метрото на Милано с неговото име и някои мнения, изразени от други изпълнители за него, Еркоми разкрива, че възнамерява да издаде албума Dove gli occhi non arrivano („Където очите не достигат“) на следващия 22 март. Дискът е с участието на Джованоти, Елиза (в песента Blu, извлечена като сингъл на 8 март), Карл Брейв, Сфера Ебаста, Дардъст и Гали. Албумът повтаря своя дебют на върха на Класацията на FIMI Top Album, подобно на случило се с албума Io in terra.

### АлбумTaxi Driverи Фестивал в Санремо
На 1 април 2021 г. Еркоми определя датата на издаване на третия си студиен албум Taxi Driver, за следващия 30 април. Първият сингъл – Ho spento il cielo („Изключих небето“) в сътрудничество с Томазо Парадизо, предшества излизането му на 14 април. Подобно на своите предшественици Taxi Driver дебютира директно на върха на Класацията на албумите на FIMI. През същата седмица парчето Nuovo range в сътрудничество с трапъра Сфера Ебаста достига върха на Топ сингълите и всички песни, съдържащи се в диска, се ласират в първите сто позиции на гореспоменатата класация.
На 24 септември 2021 г. е издаден концертният албум Taxi Driver (MTV Unplugged) с предишните песни, модифицирни и изпяти на живо, с добавяне на по-стари парчета и кавър на Васко Роси.
През декември 2021 г. заедно с Елоди рапърът издава нов сингъл, озаглавен La coda del diavolo („Дяволската опашка“).
На 4 декември 2021 г. е обявено участието му във Фестивала на италианската песен в Санремо 2022, последвано на 15 декември от обявяването на песента Insuperabile („Непреодолим“).

## Стил и влияния
Въпреки началото, свързано с чистия рап с актуално звучене, Еркоми скоро се изявява като представител на инди рапа. В музиката си той предлага автобиографични реплики, използвайки устойчивостта като ключова тема на песните си. Албумът Io in terra често е смятан за пример за хип-хоп, повлиян от прог, фънк и други жанрове, поради оригиналните и иновативни основи (в допълнение към барабаните се появяват електрически бас, китара и тромпет). С Ossigeno-EP изпълнителят започва да се доближава повече до една по-фънк и поп версия на рапа, създавайки ново музикално измерение с албума Dove gli occhi non arrivano, характеризиращ се с чисто поп звучене.
Що се отнася до влиянията, Еркоми посочва изпълнители като Saint PHNX, Горилас и Туенти Уан Пайлътс сред своите инди източници на вдъхновение. По отношение на хип-хопа се миланският рапър казва, че е повлиян на местно ниво от Нойз Наркос, Маракеш, Фабри Фибра, Гуе Пекеньо и в международен план германския рапър Кро, френският Lomepal и американците Tyler, the Creator, Chance the Rapper и Кендрик Ламар.

## Дискография

### Студийни албуми
- 2017 – Io in terra
- 2019 – Dove gli occhi non arrivano
- 2021 – Taxi Driver

### Концертни албуми
- 2021 – Taxi Driver (MTV Unplugged)

## Музикални видеоклипове
- Dasein sollen (2016)
- Sul serio (2016)
- Sissignore (2016)
- 180 (2016)
- Aeroplanini di carta (2016)
- Oh Mama (2016)
- Fuck Tomorrow (2016)
- Rossetto (intro) (2017)
- Bimbi  (2017)
- Solo  (2017)
- Apnea  (2017)
- Mai più  (2017)
- Milano Bachata
- Acqua calda e limone (2018)
- Non ho mai avuto l'età (2018)
- Visti dall'alto (2019)
- Vento sulla luna (2019)
- Ho spento il cielo (2021)
- Fottuta canzone (2021)

## Признания
- 2021: Музикални нагарди на Ем Ти Ви Европа - Номинация за най-добър италиански изпълнител[38]